# Sendeturm Bol d’Air
Der Sendeturm Bol d’Air, auch Sender Lüttich genannt, ist ein 210 Meter hoher Stahlfachwerkturm für UKW und TV in der Nähe von Ougrée, Lüttich in Belgien. Durch die analoge Ausstrahlung auf Kanal 3 im VHF-Band I erreichte RTBF 1 eine hohe Reichweite über die Grenzen zu Deutschland und den Niederlanden hinaus. Seit 1961 wurde das unter der Leitung von Irene Janetzky noch in Brüssel und heute in Eupen (BRF1) produzierte, deutschsprachige Radioprogramm über die reichweitenstarke UKW-Frequenz 88,5 MHz verbreitet.

## Frequenzen und Programme

### Analoger Hörfunk (UKW)
In UKW werden folgende Programme ausgestrahlt:
| Frequenz (MHz) | Programm    | RDS PS   | RDS PI | Regionalisierung | ERP (kW) | Antennendiagramm rund (ND)/gerichtet (D) | Polarisation horizontal (H)/vertikal (V) |
| -------------- | ----------- | -------- | ------ | ---------------- | -------- | ---------------------------------------- | ---------------------------------------- |
| 88,5           | BRF1        | __BRF1__ | 6366   | −                | 50       | D (30–220°, 260–310°)                    | H/V                                      |
| 90,5           | Vivacité    | VIVACITE | 6352   | Lüttich          | 50       | ND                                       | H/V                                      |
| 95,6           | Classic 21  | CLASS.21 | 6354   | −                | 50       | ND                                       | H/V                                      |
| 96,4           | La Première | LA_1ERE_ | 6351   | −                | 5        | D (160–290°, 340–10°)                    | V                                        |
| 99,5           | Musiq'3     | MUSIQ3__ | 6353   | −                | 50       | ND                                       | H/V                                      |
| 103,6          | Bel RTL     | BEL_RTL_ | 6370   | −                | 5        | D (280–230°)                             | V                                        |

### Digitales Radio (DAB)
DAB+ wird in vertikaler Polarisation und im Gleichwellenbetrieb mit anderen Sendern ausgestrahlt.
| Block                   | Programme | ERP (in kW) | Antennendiagramm rund (ND)/ gerichtet (D) | Gleichwellennetz (SFN) |
| ----------------------- | --- | ----------- | ----------------------------------------- | --- |
| 12B RTBF DAB (BEL20001) | DAB-Block der RTBF: - La Première (160 kbit/s DAB) - Vivacité (Brüssel) (128 kbit/s DAB) - Musiq3 (192 kbit/s DAB) - Test Musiq3+ (64 kbit/s DAB+) - Classic 21 (160 kbit/s DAB) - Test Classic 21+ (64 kbit/s DAB+) - Pure FM (160 kbit/s DAB) - Test Pure FM+ (64 kbit/s DAB+) - BRF 1 (64 kbit/s DAB) - BRF 2 (64 kbit/s DAB) | 1,9         | ND                                        | Brüssel, Flobecq, Comines, Wavre, Verviers, Tournai, Liège, Malmédy, Anderlues, Profondeville-Rivière, Bihain, Aye, Couvin, Bouillon, Léglise |

### Digitales Fernsehen (DVB-T)
In DVB-T werden folgende Programme ausgestrahlt:
| Kanal | Frequenz (in MHz) | Multiplex | Programme im Multiplex | ERP (in kW) | Antennen- diagramm rund (ND) / gerichtet (D) | Polarisation horizontal (H) / vertikal (V) |
| ----- | ----------------- | --------- | --- | ----------- | -------------------------------------------- | ------------------------------------------ |
| 45    | 666               | RTBF      | - la une - Tipik - la trois - Euronews / BRF Blickpunkt (18:45–19:00 Uhr) - Radio: La Première - Radio: Vivacité - Radio: Musiq3 - Radio: Classic 21 - Radio: Pure FM - Radio: BRF 1 | 100         | ND                                           | H                                          |

### Analoges Fernsehen (PAL)
Vor der Umstellung auf DVB-T diente der Sendestandort weiterhin für analoges Fernsehen:
| Kanal | Frequenz (MHz) | Programm | ERP (kW) | Sendediagramm rund (ND)/ gerichtet (D) | Polarisation horizontal (H)/ vertikal (V) |
| ----- | -------------- | -------- | -------- | -------------------------------------- | ----------------------------------------- |
| 3     | 55,25          | RTBF 1   | 100      | D (155–165°, 200–210°)                 | H                                         |
| 39    | 615,25         | Be 1     | 250      | ND                                     | H                                         |
| 42    | 639,25         | La Deux  | 500      | ND                                     | H                                         |